# Voisin X
Voisin X byl francouzský jednomotorový bombardovací dvouplošník s tlačnou vrtulí, užívaný v první světové válce. Po ukončení války sloužilo 15 kusů těchto letounů v československém vojenském letectvu.

## Vznik a vývoj
Typ vznikl instalací motoru Renault 12Fe na upravený drak Voisinu VIII. Z něj bez podstatné konstrukční úpravy převzal křídla. Výkonnější a současně lehčí motor umožnil zvětšení trupové gondoly, která pojala větší zásobu paliva, a také o 120 kg více bomb. Zvětšena byla i svislá ocasní plocha, opatřená nově hmotovým vyvážením kormidla.

## Varianty
Voisin 10 Bn.2
Dvoumístný noční bombardér. Tovární modelové označení LAR.
Voisin 10 Ca.2
Část produkce vyzbrojená kanónem Hotchkiss ráže 37 mm v předním střelišti, nesoucí tovární označení LBR.
Voisin 10 Aérochir
Jeden kus zkoušený jako sanitní letoun, určený k přepravě lékaře, rentgenového přístroje, až 360 kg zdravotnického vybavení anebo k evakuaci ležících raněných.

## Uživatelé
- Československo
  - Československé letectvo
- Francie
  - Aéronautique militaire
- Spojené státy americké

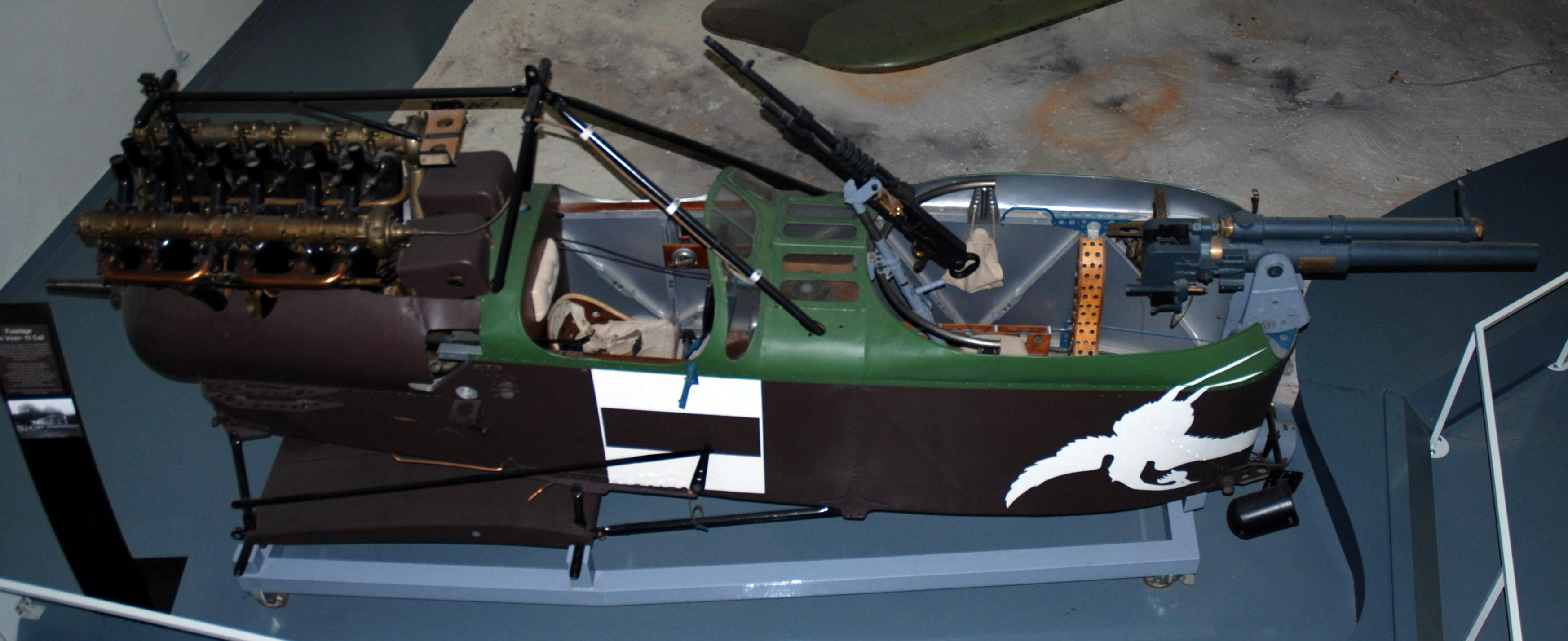
Trupová gondola letounu Voisin 10

  - Armádní letecká služba Spojených států

## Specifikace

### Hlavní technické údaje

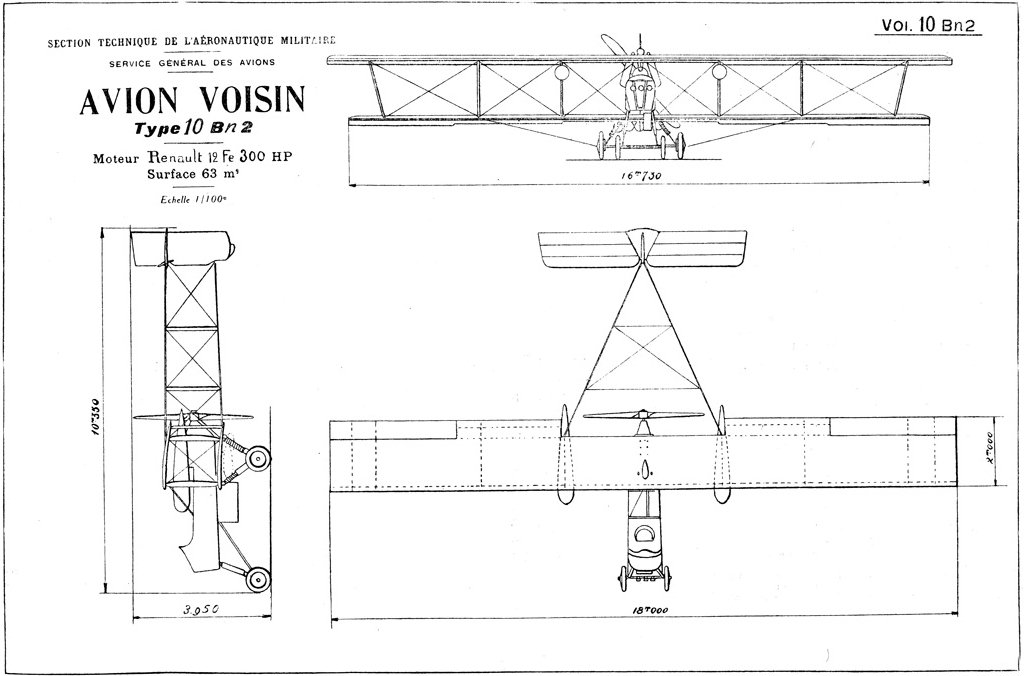
Voisin 10 Bn.2

Údaje pro Voisin X Bn.2, podle publikace French Aircraft of the First World War:s.565
- Posádka: 2 (pilot a pozorovatel/střelec)
- Délka: 10,35 m
- Rozpětí: 17,90 m
- Výška: 3,95 m
- Nosná plocha: 61,14 m²
- Prázdná hmotnost: 1 400 kg
- Vzletová hmotnost: 2 200 kg
- Pohonná jednotka: 1 × dvanáctiválcový vidlicový motor Renault 12Fe
- Výkon pohonné jednotky: 280 hp (208 kW)

### Výkony
- Maximální rychlost: 135 km/h ve výšce 2000 m
- Dolet: 350 km
- Dostup:
- Výstup do 2 000 m: 20 minut

### Výzbroj
- 1 × pohyblivý kulomet
- 300 kg bomb